# ويسة
ويسة هي بلدة من الأحساء، تتبعُ لمحافظة الأحساء في المنطقة الشرقية في المملكة العربية السعودية.

## الموقع
تقع وسية علي شمال جبل ويسه بخمسة كيلومتر. وتبعد آبار ويسه عن الهفوف ثلاثين كيلومتر.

## أصل التسمية
أطلقت اسم ويسة عليها نسبة لأبار ويسه القديمة.

## آبار وسية
آبار وسية هي آبار مياه قديمة، تقع في جنوب غرب الأحساء، وَتُعَدّ من مياه الخرماء لوقوعها في ناحيتها الغربية. آبار وسية في منخفض أرضي يسمي حفرة ويسة، وهذا المنخفض يقع علي جانب الشرقي من جبل، تبلغ عدد أبار وسية أربعين بئرًا، ولكن أغلبيت الآبار اختفت بفعل الأرمال. الأبار ذات فتحات ضيقة، تتراوح سعة أفواهها بين خمسين إلى ثمانين سنتيمتراً. ومن أشهر هذة الآبار بئر المُلَيْحاء المتواجد في وسط المنخفض شرق الجبل، وبالقرب من بئر المُلَيْحاء يوجد العديد من الأبار ذات الأفواه الضيقة، وشرق هذة الآبار يوجد بئر العُسَيلة ذو الفوه ضيقة مدورة، الذي يبعد خمسة كيلومترات، وفي منتصف المنخفض بين العُسَيْلة والمُلَيْحاء، توجد العديد من الآبار تسمي طِوَال زَبْنَة.
مياة الآبار وسية مالحه، ولكن يوجد بئر واحد من الآبار مياه عذبة. يصل عمق الآبار بين ثلاثة أمتار وخمسة أمتار. تبعد الآبارعن ماء الزرنوقة خمسة وعشرين كيلومتر، كما تبعد عن مشاش العضيلية سبعة عشر كيلومتر، وتبعد أيضًا عن آبار حرض مائة كيلومتر.